# Roulade

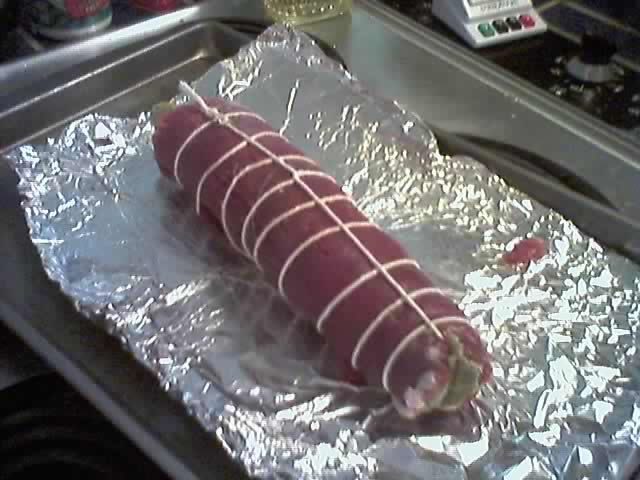
Roulade crudo.

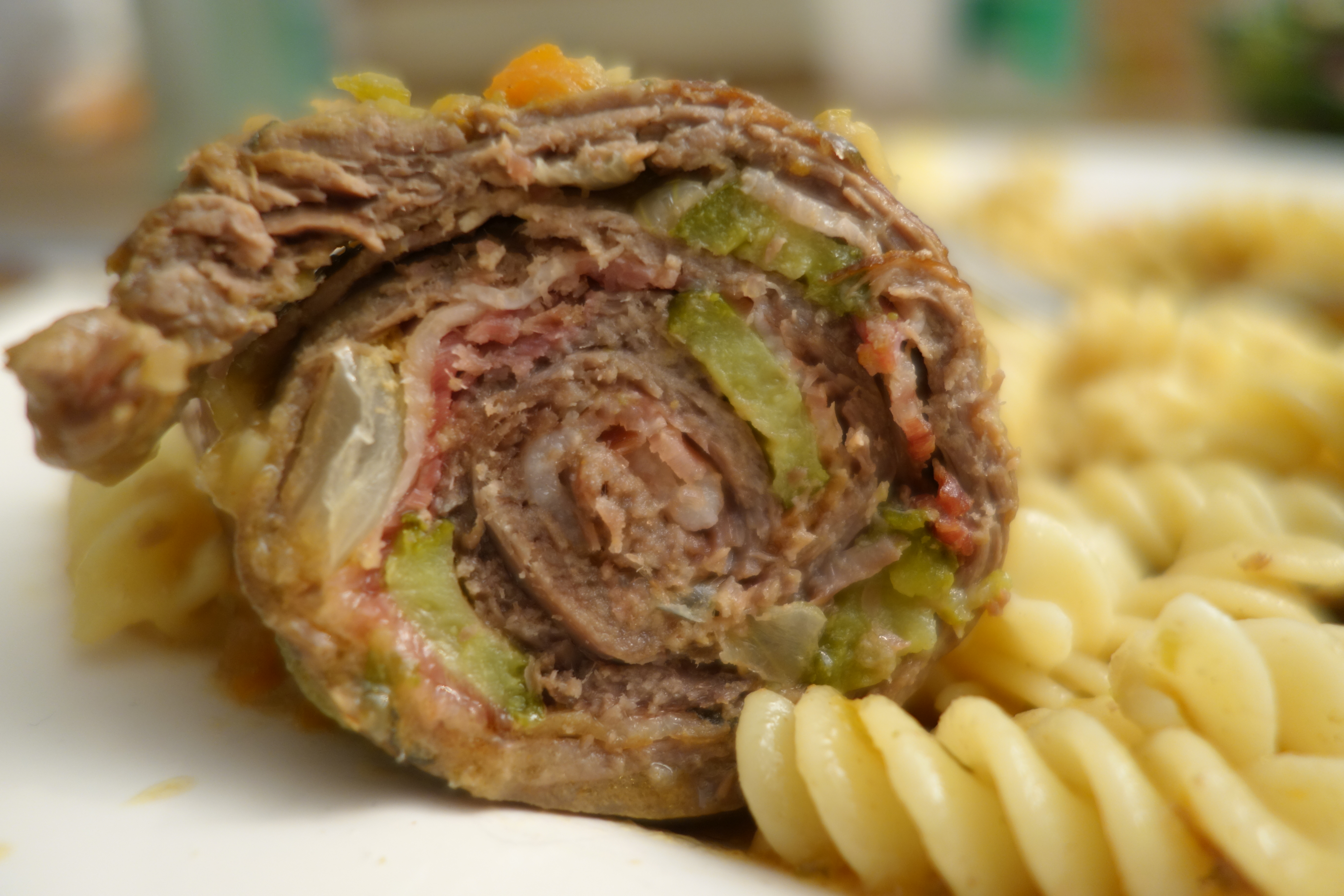
Rinderrouladen cocido y rebanado abierto

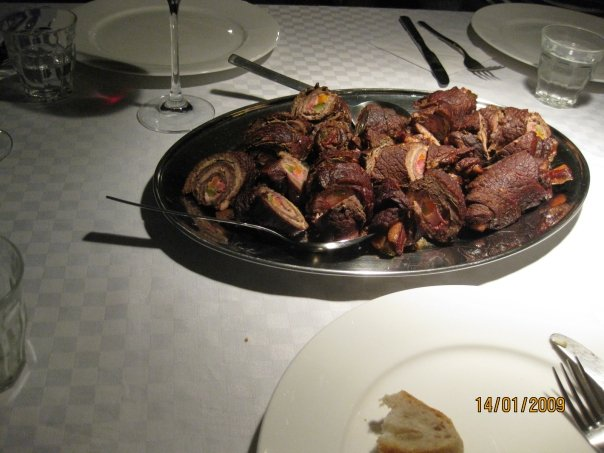
Cortes de roulade de ternera rellena con zanahoria y pepino.

Una roulade (del verbo francés rouler, ‘enrollar’), más conocida como arrollado en Argentina y Chile, es una técnica culinaria que consiste en un corte de carne enrollado alrededor de un relleno, como queso, verdura u otras carnes. Como otros platos braseados, la roulade se dora, se cubre con vino o caldo y se cuece. A menudo se asegura con mondadientes, pinchos metálicos o cordel para evitar que se abra. La roulade se corta entonces en rodajas redondas y se sirve.

## Variantes
Son notables las siguientes recetas:
- Braciole, una roulade italiano de ternera, cerdo o pollo normalmente relleno de parmesano, pan rallado y huevo.
- Paupiette, una roulade de ternera francés relleno de verdura, fruta o carnes dulces.
- Rouladen, una roulade de buey alemán y húngaro relleno de cebolla, panceta y encurtidos.
- Španělské ptáčky (‘pájaros españoles’), una roulade checo cuya receta es prácticamente idéntica al rouladen alemán, quizás omitiendo el vino y añadiendo una cuña de huevo duro o salchicha de Frankfurt al relleno. A diferencia de una roulade grande, que se corta en rodajas para servirlo, los ‘pájaros’ suelen tener unos 10 cm, sirviéndose enteros con un acompañamiento de arroz o dumplings de pan al estilo checo.
- En Hungría el plato se conoce como Szüz tekercsek (rouladen virgen) y se rellena con carne picada.
- En Polonia el plato se llama zrazy.

## Pasteles

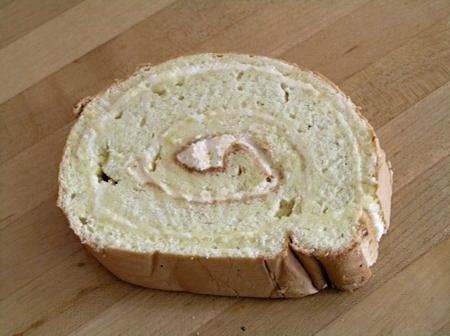
Un corte de brazo de gitano.

Las roulades pueden ser dulces además de saladas, si bien rara vez se usa este nombre para los primeros. Una forma frecuente consiste en bizcocho o masa genovesa enrollado alrededor de un relleno o untado con alguna crema y enrollado sobre sí mismo dándole varias vueltas.
Algunos ejemplos son el brazo de gitano, los piononos o el bejgli. La bûche de Noël o tronco de Navidad es un pastel navideño enrollado tradicional francés, decorado con una crema que le da aspecto de corteza de árbol.